# 羅賓遜海崖
85°36′S 159°47′W / 85.600°S 159.783°W
羅賓遜海崖（英語：Robinson Bluff），是南極洲的海崖，位於阿蒙森海岸，屬於毛德王后山脈的一部分，在1929年由美國探險隊發現，現時由南極條約體系管理。